# セイヴ・ザ・ベスト・フォー・ラスト
「セイヴ・ザ・ベスト・フォー・ラスト」 (Save the Best for Last) は、1992年にリリースされたヴァネッサ・ウィリアムス7枚目のシングルで、1991年リリースのセカンドアルバム『コンフォート・ゾーン』からシングルカットされた。フィリップ・エドワード・ガルドストン、ウェンディ・ウォルドマン、ジョン・リンドの3名によって共同製作された。

## 概要
歌詞もさることながら、バラード調のメロディーなど全般に渡って特に優れており、ビルボードの全米シングル、R&Bチャートともに第1位（シングルチャートでは5週連続1位をキープ）、カナダ、オーストラリア、オランダでも1位、全英3位、その他各国の海外音楽部門の大多数でトップ10に輝くという世界的な大ヒットを記録した。同時に、彼女の全ての作品の中でも最大の成功を収めた曲である。
元々、この曲はウィリアムスに向けて書かれた曲ではなく、作曲者がデモテイクを他のアーティストに送ったものの採用されず、最終的にデモを聴いたウィリアムスがとても気に入ったため歌うことになった経緯がある。
歌詞は、"最後のために最高のものを残しておく"といった意味合いのタイトルからもうかがえるとおり、黒人初のミスアメリカになるという成功からスキャンダルによる挫折、シンガーとしての新たなキャリアのスタート、そして再び脚光を浴びる… といった、これまでの起伏に富んだ彼女の人生とも重なりあう内容であった。後に、各国の複数のアーティストもカバーした。
この曲は、R・ケリーのヒットソング「I Believe I Can Fly」とならび、アメリカ合衆国の高校をはじめ、各種学校の卒業式や特別な行事（プロスポーツの決勝戦等）で歌われることが多い。
プロモーションビデオThe Comfort Zoneにも収録されており、1993年には編曲されたものがクリスマスバージョンとして公開された。
アメリカでは、多数のTVドラマのテーマソングや挿入歌、様々なTV番組のBGM等として使用され、日本では、ヴァネッサ本人が出演したシオノギ製薬の鎮痛薬「セデス」と、JR東日本のCMにも起用されており、この縁に伴って、シオノギ製薬の一社提供番組としてもその名を知られる「ミュージックフェア」にも出演し、この曲を披露したことがある。

## カバーした主なアーティスト
- Joseph Williams
- Me First and the Gimme Gimmes
- 松田聖子（『Guardian Angel』 - 1996年）
- 小柳ゆき（Acoustic Concert at Orchard Hall - 2003年）

## WEBリンク
- 歌詞
- 作者3名についてと、製作にまつわるエピソード